# Тула (язык)
Не следует путать с тулу, языком дравидийской семьи.
Тула (также туре, котуле, кутуле; англ. tula, ture, kotule, kutule; самоназвание: yii kitule) — адамава-убангийский язык, распространённый в восточных районах Нигерии, язык народа тула. Входит в состав ветви ваджа-джен подсемьи адамава.
Численность говорящих — около 30 000 человек (1998). Письменность основана на латинском алфавите.

## О названии
Самоназвание языка тула — yii kitule, самоназвание этнической общности тула — naba kitule (в единственном числе), kitule (во множественном числе). Известны также такие варианты произношения названия языка тула как туре (ture), котуле (kotule) и кутуле (kutule).

## Классификация
По классификации, представленной в справочнике языков мира Ethnologue, язык тула вместе с языками бангвинджи и ваджа входит в состав подгруппы тула группы ваджа ветви ваджа-джен подсемьи адамава адамава-убангийской семьи.
В классификации Р. Бленча язык тула вместе с языками авак, камо, дадийя, бангвинджи и ваджа образует подгруппу вийяа, которая включена в группу ваджа подсемьи адамава адамава-убангийской семьи.
В классификации У. Кляйневиллингхёфера, опубликованной в базе данных по языкам мира Glottolog ветвь языков ваджа-джен (с языком тула в её составе) отнесена к семье гур. Язык тула вместе с языками бангвинджи, дадийя и диджим-бвилим в рамках этой семьи образуют языковое единство — ядерные тула, которое последовательно включается в следующие языковые объединения: языки тула, языки тула-ваджа, языки ваджа-джен, языки центральные гур и языки гур. Последние вместе с адамава-убангийскими языками и языками гбайя-манза-нгбака образуют объединение северных вольта-конголезских языков.
По общепринятой ранее классификации Дж. Гринберга, язык тула вместе с языками чам, мона, дадийя, ваджа, каму и авак образуют одну из 14 групп адамава-убангийской семьи.

## Лингвогеография

### Ареал и численность
Область распространения языка тула размещена в восточной Нигерии на территории штата Гомбе — в районе Калтунго, в 30 километрах к востоку от населённого пункта Биллири. По данным Р. Бленча, носители языка тула живут в 50 селениях данного района.
Ареал языка тула с севера, запада и юго-запада граничит с ареалом западночадского языка тангале, с остальных сторон область распространения тула окружена ареалами близкородственных адамава-убангийских языков: с северо-запада к ареалу тула примыкает ареал языка авак, с юга — ареал языка дадийя, с юго-востока — ареал языка дикака, с востока — ареал языка ваджа.
По данным 1952 года численность носителей языка тула составляла 19 209 человек, по данным 1961 года — 12 204 человека, по данным 1973 года — около 19 000 человек. Согласно сведениям, представленным в справочнике Ethnologue, численность говорящих на языке дадийя в 1998 году достигла 30 000 человек. По современным оценкам сайта Joshua Project численность носителей этого языка составляет 52 000 человек (2017).

### Социолингвистические сведения
По степени сохранности, согласно данным сайта Ethnologue, язык тула относится к так называемым устойчивым языкам, не имеющим стандартной формы, но активно используемым в устном общении. На этом языке говорят все поколения представителей этнической общности тула, включая младшее. Как второй язык тула распространён среди носителей языка дадийя. На тула ведётся преподавание в нескольких начальных и средних школах. В основном представители этнической общности тула придерживаются традиционных верований (75 %), часть тула исповедует христианство (15 %), часть — ислам (10 %).

### Диалекты
Согласно данным справочника Ethnologue, в области распространения языка тула выделяют три диалекта: бауле, кутуле и йили. По сведениям Р. Бленча, к диалектам тула относят бауле, йири и вангке. Последний является основой формирующейся языковой нормы тула.

## Письменность
Письменность, основанная на латинице, используется с 1997 года. С 1929 года на язык тула были сделаны несколько переводов фрагментов Библии, последний — в 2007 году. Издана грамматика. Опубликованы Reading and Writing Book (I, 1991) (II, 2001), Folk Stories (2007) и другие книги. Также на языке тула имеются видео религиозного содержания, записанные представителями христианской общины.